# Вибраний народом
Вибраний народом — це альбом-компіляція українського рок-гурту Мертвий півень. Виданий 2008 року. 

## Список пісень
1. Чуєш, мила
2. Агов, мої маленькі чортенята
3. Б'ютифул Карпати
4. Коли ти смієшся...
5. Ми помрем не в Парижі...
6. Переваги окупаційного режиму
7. Поцілунок
8. And everybody fucks you
9. Without you
10. Гобелен
11. Гуцулка Ксеня
12. Франсуа
13. Старенький Харлей
14. Ето